# Karnice (Łobez)
Pour les articles homonymes, voir Karnice.
Karnice est une localité polonaise de la gmina rurale de Radowo Małe située dans le powiat de Łobez en voïvodie de Poméranie-Occidentale. Elle se situe à environ 12 km à l'ouest de Łobez et 63 km au nord-est de la capitale régionale Szczecin.

## Géographie

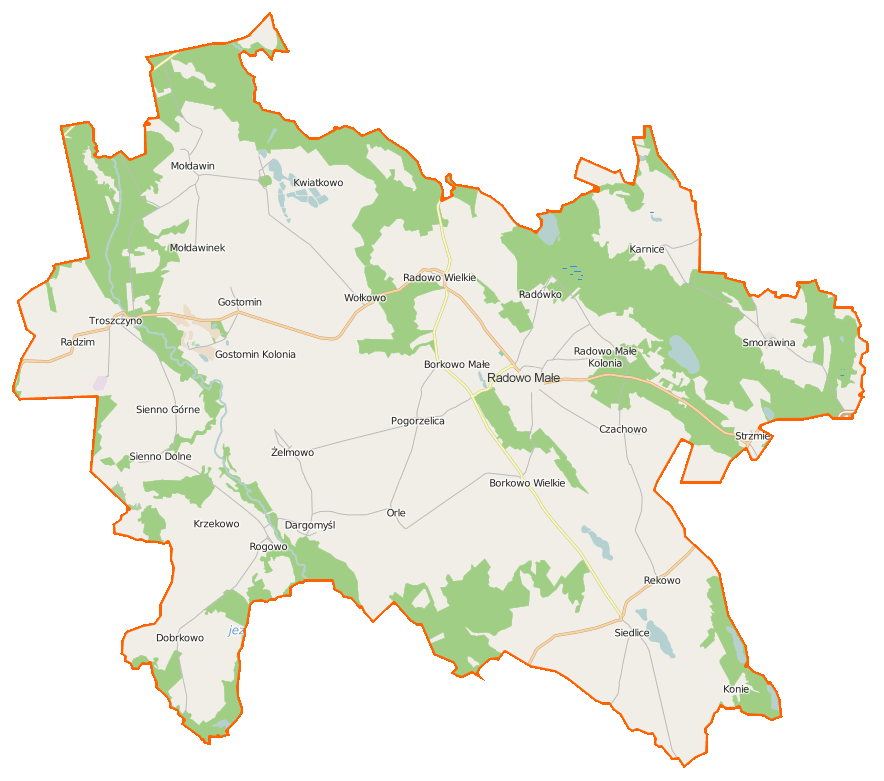
Carte de la gmina de Radowo Małe.